# 恐怖のジェット旅客機
『恐怖のジェット旅客機』（きょうふのジェットりょかくき、Lost Flight）は1970年のアメリカ合衆国の映画。出演はロイド・ブリッジスなど。
当初はCBSで放送するテレビドラマとして1969年に制作されたものの諸事情で放送は実現しなかったが、その代わりに1970年半ばから1971年にかけて劇場公開された。日本では劇場未公開だったが、1972年5月7日に『日曜洋画劇場』にてテレビ初放送された。

## キャスト
※括弧内は日本語吹替（テレビ版）
- スティーブ・バナーマン機長：ロイド・ブリッジス（小林昭二）
- ジーナ・タルボット：アン・フランシス（増山江威子）
- ジョニー：アンドリュー・プライン（山田康雄）
- グレン・ウォークアップ：ラルフ・ミーカー（島宇志夫）
- エディ・ランドルフ：ボビー・バン（細井重之）
- アレン・ベデッカー：リンデン・チリーズ（仲村秀生）
- フランシス・デラニー：マイケル・ラライン
- マール・バーナビー：ビリー・ディー・ウィリアムズ（田中信夫）
- チャーリー・バーネット：マイケル・ジェームズ
- ゾラ・ルーウィン：ノブ・マッカーシー

## スタッフ
- 監督：レナード・J・ホーン
- 製作：ポール・ドネリー
- 製作総指揮：フランク・プライス
- 脚本：ディーン・リーズナー
- 撮影：ジェームズ・A・クレイブ
- 音楽：ドミニク・フロンティア